# 首都高速神奈川2號三澤線
首都高速道路神奈川2號三澤線（日语：／ Shuto kōsoku Kanagawa 2 gō Mitsuzawa sen */?）是日本神奈川縣橫濱市神奈川區金港系統交流道至保土谷區三澤的首都高速道路路線。三澤可連接第三京濱道路、橫濱新道。路線名為橫濱市道高速1號線。

## 通過市町村
- 神奈川縣
  - 橫濱市西區 - 神奈川區 - 西區 - 神奈川區

## 出入口
- 全線都位於日本神奈川縣橫濱市內。

| 出入口編號                        | 中文設施名       | 日文設施名 | 英文設施名 | 接續路線名   | 起點起計（公里） | 備註                   | 所在地   |
| --------------------------------- | ---------------- | ---------- | ---------- | ------------ | ---------------- | ---------------------- | -------- |
| -                                 | 金港JCT          |            |            | 橫羽線       | 0.0              |                        | 西區     |
| 251                               | 橫濱站西口出入口 |            |            | 環狀1號線    | 0.6              | 新山下、羽田方向出入口 | 西區     |
| -                                 | 三澤TB           |            |            | -            |                  | 新山下、羽田方向       | 神奈川區 |
| 253                               | 三澤出入口       |            |            | 橫濱生田線   | 1.8              | 新山下、羽田方向出入口 | 神奈川區 |
| -                                 | 三澤JCT          |            |            | E83 橫濱新道 | 2.3              |                        | 神奈川區 |
| E83 第三京濱道路 東京、世田谷方向 |                  |            |            |              |                  |                        |          |

### 三澤本線收費站
三澤本線收費站（日语：／）是位於神奈川縣橫濱市神奈川區的本線收費站。過去ETC尚未普及時常造成堵塞。

#### 收費站
- 車道數：4
  - ETC專用：2
  - 一般、ETC：1
  - 一般：1

## 歷史
- 1972年8月7日：金港系統交流道～橫濱站西口出入口開通
- 1978年3月7日：橫濱站西口出入口～三澤（與第三京濱連結）開通，全線通車
- 1993年3月1日：三澤系統交流道改良工程（與橫濱新道連結） 竣工

## 交通量
24小時交通量（台）　道路交通調查
| 區間                              | 平成17（2005）年度 | 平成22（2010）年度 | 平成27（2015）年度 |
| --------------------------------- | ------------------ | ------------------ | ------------------ |
| 金港系統交流道 - 橫濱站西口出入口 | 50,814             | 73,374             | 70,734             |
| 橫濱站西口出入口 - 三澤出入口     | 50,814             | 66,051             | 67,488             |
| 三澤出入口 - 三澤系統交流道       | 50,814             | 55,197             | 57,894             |

（來源：「平成22年度道路交通センサス （页面存档备份，存于）」・「平成27年度全国道路・街路交通情勢調査 （页面存档备份，存于）」（國土交通省網頁））
- 令和2年度預定實施的交通量調査因嚴重特殊傳染性肺炎的影響而延期[1]。

## 沿路風景

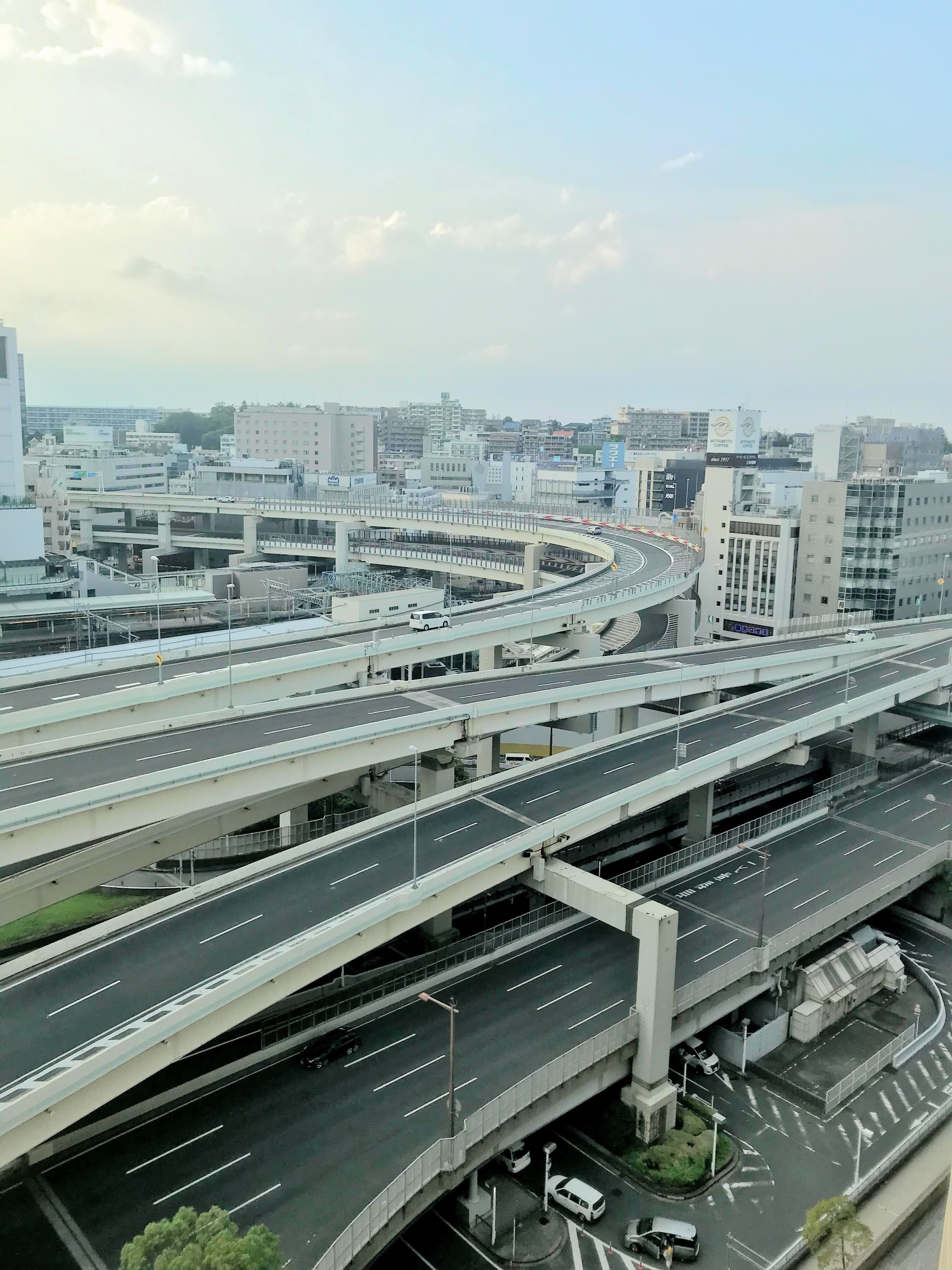
上行線側所見的金港系統交流道。後方是三澤線，左右方向是橫羽線。

三澤線從金港系統交流道離開橫羽線（K1）後，以上層是下行線三澤方向，下層是上行線銀座、羽田方向的兩層高架構造跨越橫濱站往品川的京急本線、東海道本線（京濱東北線、東海道線、橫須賀線）以及隧道內的東急東橫線。接著行走於帷子川支流的派新田間川上。跨越鐵路後，主線與K1新山下、橫濱公園方向車道會合。
通過橫濱站西口出口後，與隧道內的橫濱市營地下鐵藍線交會。橫濱站西口出口匝道沿著派新田間川延伸，主線則順著帷子川分水路方向前進至三澤系統交流道。主線跨越橫濱市主要地方道83號青木淺間線後進入南輕井澤隧道。出南輕井澤隧道後，通過三澤出口後與出口匝道平行進入三澤隧道。上行線的三澤本線收費站在三澤隧道出口位置，上行線的三澤入口則在隧道前會合。
三澤隧道出口後，上下線變為並列。跨過橫濱生田線後，分成直進往第三京濱方向與往橫濱新道方向。

## 外部連結
- 首都高速道路株式會社 （页面存档备份，存于）